# Села (Алкобаса)
Села (порт. Cela) — район (фрегезия) в Португалии, входит в округ Лейрия. Является составной частью муниципалитета Алкобаса. По старому административному делению входил в провинцию Эштремадура. Входит в экономико-статистический субрегион Оэште, который входит в Центральный регион. Население составляет 3426 человек на 2001 год. Занимает площадь 26,23 км².
Покровителем района считается Андрей Первозванный (порт. Santo André).